# Abaújszolnok
Abaújszolnok is een plaats (község) en gemeente in het Hongaarse comitaat Borsod-Abaúj-Zemplén. Abaújszolnok telt 157 inwoners (2001).